# Emil Miltenberger
Emil Miltenberger (* 4. August 1900 in Mainz; † 9. April 1981 in Berlin) war ein deutscher Antifaschist, Widerstandskämpfer, Spanienkämpfer, wirkte in der Resistance, als KPD-Mitglied sowie als SED-Funktionär.

## Leben und Wirken
Emil Miltenberger wurde als Sohn des Tapezierers Alexander Miltenberger und der Elisabeth Altstadt in Mainz geboren. Er besuchte die Volksschule in Frankfurt am Main, absolvierte eine kaufmännische Ausbildung und war 1918 im Militärdienst.
1919–1923 war er kaufmännischer Angestellter in Hanau, ging dann wieder nach Frankfurt am Main und arbeitete dort als Bühnenmeister, Masseur und Arbeiter.
Miltenberger war politisch aktiv in der Revolutionären Gewerkschafts-Opposition, Roten Hilfe, Internationalen Arbeiterhilfe, im Roten Frontkämpferbund (RFB) und übernahm Leitungsfunktionen im RFB und der KPD in Frankfurt am Main. 1933 wurde er verhaftet und im April 1934 zu drei Jahren Zuchthaus wegen »Vorbereitung zum Hochverrat« verurteilt. Von Dezember 1933 bis Februar 1937 war er in Kassel und Frankfurt am Main inhaftiert.
Im März 1937 floh Miltenberger vor einer drohenden erneuten Inhaftierung nach Paris in Frankreich. 1937–1939 war Miltenberger Kämpfer in den Internationalen Brigaden in Spanien. 1939–40 war er in den Lagern St. Cyprien und Gurs interniert, lebte bis 1945 illegal in Frankreich und leistete antifaschistische Arbeit, u. a. in der »Gruppe T. A. in Lyon« (»Charles«) sowie in bei dem Komitee Freies Deutschland für den Westen (KDFW frz. CALPO).
Mitte Juni 1945 kehrte Emil Miltenberger nach Deutschland zurück, zunächst nach Frankfurt am Main, wo er seine politische Arbeit in der KPD wieder aufnahm. Nach einer Inhaftierung durch das CIC siedelte Miltenberger 1947 in die SBZ über. Hier erreichte er schnell wichtige Funktionen, zunächst in Parteiämtern in Mecklenburg, später in Berlin. 1950/51 war Miltenberger Mitarbeiter des MdI.
Im Oktober 1951 wurde er Mitgründer und Mitarbeiter (Verwaltungsdirektor) der neugegründeten Hochschule für Planökonomie, der späteren Hochschule für Ökonomie HfÖ in Berlin-Karlshorst. Nach einer weiteren Station im Ministerium für Nationale Verteidigung wurde Miltenberger 1965 pensioniert, engagierte sich aber weiter in politischen Ehrenämtern. Er starb 1981 in Berlin.
Emil Miltenberger war mit der Antifaschistin Edith Miltenberger, geb. Hahn verheiratet. Das Paar hatte 4 Kinder.

## Werke
- Die Waisenkinder von Biar, in: Brigada Internacional ist unser Ehrenname. Erlebnisse ehemaliger deutscher Spanienkämpfer. Berlin 1974.
- als Emil Walther: Wir sind niemals allein. Berlin 1956.